# Belleair Shore
Belleair Shore est une ville américaine située dans le comté de Pinellas en Floride.

## Démographie
| 1960 | 1970 | 1980 | 1990 | 2000 | 2010 |
| ---- | ---- | ---- | ---- | ---- | ---- |
| 61   | 124  | 80   | 60   | 119  | 109  |

Selon le recensement de 2010, Belleair Shore compte 109 habitants. La municipalité s'étend sur 0,35 milles carrés (0,91 km2), dont seulement 0,06 milles carrés (0,16 km2) de terres.